# Polymixia busakhini
Espèce
Statut de conservation UICN

 LC  : Préoccupation mineure
 octobre 2018 
Polymixia busakhini est une espèce de poissons de la famille des Polymixiidae.

## Distribution
Cette espèce se retrouve surtout le long des côtes africaines dans l'Océan Indien, ainsi que dans la mer de Tasman.

## Description
Polymixia busakhini est un petit poisson dont la taille moyenne avoisine les 13 cm, pour une taille maximale de 20,3 cm. C'est un poisson à nageoires rayonnées, qui capture ses proies en les avalant.

## Systématique
L'espèce Polymixia busakhini a été décrite en 1992 par l'ichtyologiste russe Alexander N. Kotlyar (d).

## Étymologie
Son épithète spécifique, busakhini, lui a été donnée en l'honneur de Sergey Vasilevich Busakhin (1946-), un ami de l'auteur, ichtyologiste devenu peintre qui a contribué de manière significative à la classification des Beryciformes où était alors classée la famille des Polymixiidae.

## Publication originale
- (ru) A.N. Kotlyar, « [A new species of the genus Polymixia from the submarine Kyushu-Palau Ridge, and notes on other representatives of the genus (Polymixiidae, Beryciformes)] », Voprosy Ikhtiologii, Russie, vol. 32, no 6,‎ 1992, p. 11-26 (ISSN 0042-8752).